# Ruth Crawford Seeger
Ruth Crawford Seeger, przy urodzeniu: Ruth Porter Crawford (ur. 3 lipca 1901 w East Liverpool, zm. 18 listopada 1953 w Chevy Chase) – amerykańska kompozytorka, etnomuzykolożka – badaczka muzycznego folkloru amerykańskiego.

## Życiorys
Studiowała harmonię u Johna Palmera, kontrapunkt i kompozycję u Charlesa Seegera oraz kontrapunkt, kompozycję i orkiestrację u Adolfa Weidiga. Pracowała jako wykładowczyni konserwatorium w Jacksonville w latach 1918–1921, następnie w chicagowskim konserwatorium oraz na innych uczelniach – w American Conservatory w latach 1924–1929. Poślubiła Charlesa Seegera, z którym zajmowała się amerykańską muzyką ludową. Zmarła na raka.

## Twórczość
Tworzyła muzykę atonalną, dysonansową o dopracowanej strukturze. Pisała muzykę orkiestralną i kameralną, pisała opracowania ludowych pieśni amerykańskich. Wybrane dzieła:
- Rissolty Rossolty (1941)[3]
- 4 Diaphonic Suites na dwie wiolonczele, dwa klarnety, obój i flet[6]
- Three Songs na głos kontraltowy, obój fortepian i perkusję[5]